# Expanathura collaris
Expanathura collaris är en kräftdjursart som först beskrevs av Brian Frederick Kensley 1979.  Expanathura collaris ingår i släktet Expanathura och familjen Expanathuridae. Inga underarter finns listade i Catalogue of Life.